# Mykola Zločevs'kyj
Mykola Vladyslavovyč Zločevs'kyj (in ucraino Микола Владиславович Злочевський?; Kiev, 14 giugno 1966) è un imprenditore e politico ucraino, miliardario, fondatore e presidente di Burisma Holdings (petrolio e gas naturale), ex Ministro dell'Ecologia e delle risorse naturali dal luglio 2010 all'aprile 2012 nel primo Governo di Mykola Azarov ed ex vice segretario per la Sicurezza economica e sociale del Consiglio di sicurezza e difesa nazionale dall'aprile 2012 al febbraio 2014.

## Biografia
Dal 1983 al 1991 Mykola Zločevs'kyj ha prestato servizio militare presso l’esercito sovietico. Dal 1988 ha conseguito tre lauree: in radio ingegneria, contabilità e revisione contabile, giurisprudenza.
Il primo progetto imprenditoriale è stato “Infox” LLP, creato per il commercio e la raffinazione di carburanti e fondato insieme al suo socio in affari Nikolaj Lisin, un suo ex compagno di classe al college e collega di partito.

### Attività politica
Dal 1998 al 2014 è stato attivamente coinvolto nella politica ucraina.
Dal luglio 2010 al dicembre 2010 è stato il Ministro della Protezione Ambientale. Il 9 dicembre è stato esonerato dalla sua carica del Ministro della Protezione Ambientale (a causa della riforma amministrativa) e nello stesso giorno è diventato il Ministro dell’Ecologia e delle Risorse Naturali dell’Ucraina, ruolo mantenuto fino all'aprile del 2012.
Durante la sua carica, sono stati elaborati più di 30 progetti di legge e 120 progetti di atti del Governo dell'Ucraina di orientamento ambientale.
Dall'aprile 2012 al febbraio 2014 ha lavorato come vicesegretario del Consiglio della Sicurezza e della Difesa Nazionale dell'Ucraina.

### Attività imprenditoriale
Nel 2002, insieme a Nikolaj Lysin, ha fondato Burisma, la più grande azienda ucraina produttrice di gas, operante in Ucraina, Kazakistan e Italia. I due possedevano ciascuno una partecipazione del 50% in Burisma Holdings. Il 17 aprile 2011 Lisin morì in uno spettacolare incidente automobilistico mentre guidava la sua Lamborghini Diablo. All'epoca Burisma possedeva azioni dei produttori ucraini di gas e petrolio Aldea, Pari, Esko-Pivnič e della Prima compagnia petrolifera ucraina.
Nel 2011 Burisma Holdings ha cambiato proprietario quando è stata rilevata dall'impresa offshore cipriota Brociti Investments; nella società offshore sono finiti le partecipazioni in Ukrnaftoburinnja (UNB) ed Esko-Pivnič, le due società di gas parzialmente controllate da Ihor Kolomojs'kyj attraverso entità offshore nelle Isole Vergini britanniche. Kolomojs'kyj controllava già il conglomerato Privat Group. Nel 2012 l'amministratore delegato dell'UNB, Oleh Kanivec', ha confermato Kolomojs'kyj come proprietario di Burisma affermando: “Il gruppo Privat è il proprietario immediato. Questa società [Burisma] è stata fondata qualche tempo fa da Mykola Zločevs'kyj, ma in seguito ha venduto le sue azioni al Gruppo Privat”.

### Indagini per corruzione
Nel 2012, Viktor Pšonka<"--	Пшонка Віктор Павлович-->, procuratore generale ucraino con cittadinanza russa, ha iniziato a indagare su Zločevs'kyj, per accuse di riciclaggio di denaro, evasione fiscale e corruzione nel periodo 2010-2012.
Nell'aprile 2014, il consiglio di amministrazione di Burisma Holding ha nominato Hunter Biden, figlio dell'allora vicepresidente degli Stati Uniti Joe Biden, nel consiglio di amministrazione di Burisma come direttore di Burisma, dove si dice che guadagnasse oltre 80.000 dollari al mese. Joe Biden era diventato "uomo di punta in Ucraina" dopo il febbraio 2014, quando il presidente filo-russo, Viktor Janukovyč, fu estromesso e fuggì. Allora l'amministrazione del presidente americano Barack Obama era pronta a collaborare con il nuovo governo, una posizione condivisa con i governi e le istituzioni europee, la Banca Mondiale e il Fondo Monetario Internazionale. Ma erano tutti preoccupati per la corruzione dell’Ucraina, che aveva afflitto il paese fin da quando aveva ottenuto l’indipendenza con la disgregazione dell’Unione Sovietica nel 1991. Joe Biden è diventato un assiduo visitatore dell'Ucraina. Secondo i suoi calcoli, Biden ha detto di esserci andato circa una dozzina di volte dall'inizio del 2014 all'inizio del 2016.
Nell'aprile 2014, il Serious Fraud Office del Regno Unito ha congelato circa 23 milioni di dollari appartenenti a società controllate da Zločevs'kyj. Alla fine del 2014, Zločevs'kyj è fuggito dall'Ucraina tra accuse di arricchimento illegale e legalizzazione di fondi (articolo 368-2, codice penale ucraino) durante il suo mandato nella carica pubblica. Nel gennaio 2015, il procuratore generale Vitaly Yarema ha annunciato che Zločevs'kyj era stato inserito nella lista dei ricercati per presunta corruzione finanziaria. Alla fine di gennaio 2015, la Corte penale centrale di Londra ha rilasciato i 23 milioni di dollari che erano stati bloccati sui conti di Zločevs'kyj a causa di prove inadeguate. Nel giugno 2018, il Serious Fraud Office ha dichiarato che il caso era chiuso.
All'inizio di novembre 2014 Deutsche Bank ha riferito che 24 milioni di dollari di fondi delle sue società erano stati trasferiti da Cipro alla filiale lettone di PrivatBank, la banca di proprietà dell'oligarca dell'oblast' di Dnipropetrovs'k, Ihor Kolomojs'kyj, e nazionalizzata alla fine del 2016.
Nel 2016, in collaborazione con Alberto II di Monaco e la Fondazione di Aleksander Kwaśniewski Amicus Europae, Zločevs'kyj ha fondato il "Forum sulla sicurezza energetica". Il Forum costituisce una piattaforma aperta per la discussione della sicurezza energetica e la promozione delle fonti di energia alternative. Il primo Forum si è tenuto il 2 giugno 2016 a Montecarlo. Zločevs'kyj è tornato in Ucraina nel febbraio 2018 dopo che le indagini sulla Burisma Holdings erano state completate nel dicembre 2017 senza che fosse stata presentata alcuna accusa contro di lui.
Il 18 aprile 2018, una presunta registrazione di parte di una conversazione tra il presidente dell'Ucraina Petro Porošenko e il fuggitivo deputato ucraino Oleksandr Onyščenko è stata rilasciata da Onyščenko che ha implicato Zločevs'kyj nei casi di corruzione. Il 15 giugno 2018, dopo che il tribunale distrettuale di Solomjans'kyj a Kiev aveva annullato la decisione della procura specializzata anticorruzione (SAP) di chiudere un procedimento penale contro di lui nel 2017, Zločevs'kyj è stato accusato di aver rilasciato illegalmente, mentre era ministro dell'ecologia nel 2010-2012, licenze di petrolio e gas alle società che gli appartenevano.
Secondo le autorità ucraine Zločevs'kyj è sospettato di "furto di fondi governativi su larga scala". Le autorità hanno affermato che l'indagine penale sull'accusa di appropriazione indebita era comunque sospesa perché al momento non era possibile determinare dove si trovasse Zločevs'kyj. Nel 2019 si diceva che Zločevs'kyj vivesse a Monaco. Secondo un'indagine di Al Jazeera, aveva ottenuto la cittadinanza cipriota tra il 2017 e il 2019.